# Maya (incrociatore)
Il Maya (摩耶?) è stato un incrociatore pesante della Marina imperiale giapponese, terza unità appartenente alla classe Takao e così chiamato in onore della montagna omonima che si eleva a nord della città di Kōbe (isola di Honshū). Fu varato dal cantiere di Kōbe nel novembre 1930.
Formò la 4ª Divisione incrociatori con le unità sorelle e partecipò ad alcune operazioni di trasporto nelle acque cinesi. Immediatamente dopo l'attacco di Pearl Harbor fu inviato ad appoggiare alcuni sbarchi nelle Filippine, poi nel gennaio 1942 si riunì alla 2ª Flotta e all'inizio di marzo partecipò a un rastrellamento del mare a sud di Giava, contribuendo alla distruzione di una mezza dozzina di navi alleate. Dopo un raddobbo in patria, a fine maggio passò alla 5ª Flotta e nel corso della battaglia delle Midway (4-6 giugno 1942) operò nel settore delle isole Aleutine come scorta alle portaerei della formazione e ai convogli che occuparono Attu e Kiska. Rientrato in Giappone, seguì il resto della 2ª Flotta alla base aeronavale di Truk in agosto, sua base nel corso della campagna di Guadalcanal: fu presente alla battaglia delle Salomone Orientali (23-25 agosto), bombardò a metà ottobre l'aeroporto dell'isola e alla fine del mese ebbe un ruolo marginale nella battaglia delle isole Santa Cruz (25-26 ottobre). Nella notte tra il 13 e il 14 novembre ripeté l'azione di cannoneggiamento della pista aerea assieme all'incrociatore pesante Myoko; il mattino seguente, durante il ripiegamento verso le isole Shortland, un velivolo statunitense sbagliò manovra e si schiantò a babordo sul Maya, infliggendo danni importanti. Rimasto in riparazione sino al gennaio 1943, tornò in servizio con la 5ª Flotta e alla fine di marzo fu protagonista, con il Nachi, dell'inconcludente battaglia delle isole Komandorski. In estate coprì lo sgombero di Kiska, quindi fu riassegnato a Truk e infine, in novembre, a Rabaul: qui fu coinvolto da un imprevisto attacco aeronavale e una bomba danneggiò le macchine. Tornò in patria e qui, tra il dicembre 1943 e l'aprile 1944, fu convertito in incrociatore contraereo.
In maggio il Maya raggiunse il resto della 4ª Divisione alle isole Lingga, a sud di Singapore, e qui rimase per un mese. Il 19 e 20 giugno partecipò dunque alla battaglia del Mare delle Filippine in seno alla 1ª Flotta mobile, scontro che fu cagione di gravissime perdite tra i gruppi aerei imbarcati. Danneggiato superficialmente, fece tappa a Yokosuka e poi tornò alle Lingga, dove tornò sotto la 2ª Flotta. Verso la fine di ottobre salpò con le altre navi nel quadro dell'operazione Shō-Gō 1; il mattino presto del 23 ottobre, al largo della costa occidentale di Palawan, la squadra fu attaccata in sequenza da due sommergibili. Il Maya incassò quattro siluri uno dopo l'altro, esplose e affondò rapidamente con circa un terzo dell'equipaggio, compreso il comandante.

## Caratteristiche
L'incrociatore pesante Maya costituiva con le unità gemelle Takao, Atago e Chokai la classe Takao. Presentava una lunghezza fuori tutto di 203,76 metri (201,67 metri alla linea di galleggiamento), una larghezza massima di 18,03 metri e un pescaggio di 6,11 metri. Il dislocamento, previsto in 9 850 tonnellate standard, arrivò invece a 12 781 durante le prove in mare; a pieno carico la nave giunse a pesare 15 490 tonnellate, ben oltre i limiti imposti dal trattato navale di Washington.
La classe costituiva una versione meglio corazzata della precedente classe Myoko e ne riprendeva le linee generali, l'architettura e le dotazioni; inoltre, fu progettata per servire come ammiraglia di una flotta. L'armamento principale era formato da dieci cannoni Type 3 numero 2 da 203 mm lunghi 50 calibri (L/50), distribuiti a coppie in cinque torri binate: tre si trovavano a prua con quella mediana sopraelevata, due erano site a poppa e sovrapposte. Queste armi erano state pensate per operare anche in funzione contraerea, ma il peso delle torri, il basso rateo di fuoco e l'impossibilità di puntarle a un alzo di 70° all'interno delle installazioni non permisero tale impiego. La difesa a lungo raggio dai velivoli ricadde dunque su quattro pezzi Type 10 da 120 mm L/45, sistemati in postazioni singole; erano coadiuvati da due cannoni leggeri Vickers-Armstrong QF 2 lb da 40 mm e due mitragliatrici Lewis da 7,7 mm, armi comprate o prodotte su licenza dal Regno Unito. Erano infine disponibili otto tubi lanciasiluri da 610 mm, raggruppati in due impianti quadrinati brandeggiabili, uno per fiancata: furono posti in apposite camere corazzate che si protendevano dal ponte interno, in corrispondenza della massiccia sovrastruttura di prua.
La corazzatura era costituita da acciaio tipo Dücol e rappresentava quasi il 17% del dislocamento complessivo. Alla cintura era meno estesa che sui Myoko, era spessa 127 mm nella sezione superiore e si assottigliava sino a 38 mm nella parte inferiore. Il ponte interno era fornito di lastre da 30 mm, che aumentavano a 47 mm in corrispondenza dei magazzini di munizioni; il ponte di coperta era invece meno protetto con uno strato che andava da 12 mm a 25 mm. Le paratie trasversali erano irrobustite da corazze spesse 75 – 100 mm ma le torri dell'armamento principale non furono rafforzate e mantennero le corazzature da 25 mm, insufficienti a reggere un colpo diretto. L'imponente torre di comando ricevette invece un guscio corazzato. Le controcarene antisiluro erano uguali a quelle della classe precedente e potevano sopportare la detonazione di una carica esplosiva di circa 200 chili.
Il sistema di propulsione contava dodici caldaie Kanpon che alimentavano quattro turbine a ingranaggi a vapore, a ciascuna delle quali era vincolato un albero motore con elica. Era erogata una potenza totale di 130 000 shp e la velocità massima toccava i 35,5 nodi; grazie alla scorta di carburante pari a 2 570 tonnellate di olio combustibile, l'autonomia fu calcolata in 8 000 miglia (circa 14 800 chilometri) alla velocità di crociera di 14 nodi, ma la stazza notevole provocò un calo a 7 000 miglia. Sul ponte verso poppa erano montate due catapulte e fu ricavato abbastanza spazio per portare a bordo tre idrovolanti. L'equipaggio ammontò a 733 uomini al momento dell'entrata in servizio, ma crebbe a causa di successivi interventi: nel 1941 arrivò a circa 920 effettivi, che salivano a 970 quando era imbarcato lo stato maggiore di una flotta. Nel corso della seconda guerra mondiale si stabilizzò attorno a 1 100 tra ufficiali e marinai.
Nel 1936 il Maya fu oggetto di un esteso lavoro di rafforzamento dello scafo, l'imponente sovrastruttura prodiera fu un poco abbassata e i cannoni Vickers furono rimossi in favore di due impianti quadrinati di mitragliatrici pesanti Type 93 da 13,2 mm. In ottemperanza a un piano di ricostruzione, la classe intera avrebbe dovuto essere modernizzata entro la primavera 1941, ma i cantieri giapponesi erano già oberati e dunque solo il Takao e lo Atago furono sottoposti al processo completo. Solo nella prima metà del 1941 il Maya poté essere parzialmente modificato: rimpiazzò gli affusti quadrupli di mitragliatrici Type 93 con due impianti binati di cannoni antiaerei Type 96 da 25 mm L/60, aggiunse due affusti doppi di mitragliatrici Type 93, i tubi lanciasiluri furono messi in grado di adoperare il letale Type 93 da 610 mm e infine fu implementato un modello più resistente di catapulta con nuovi idrovolanti, due Aichi E13A1 e un Mitsubishi F1M2. Il dislocamento rimase pressoché invariato.

## Impiego operativo

### Costruzione e anni trenta

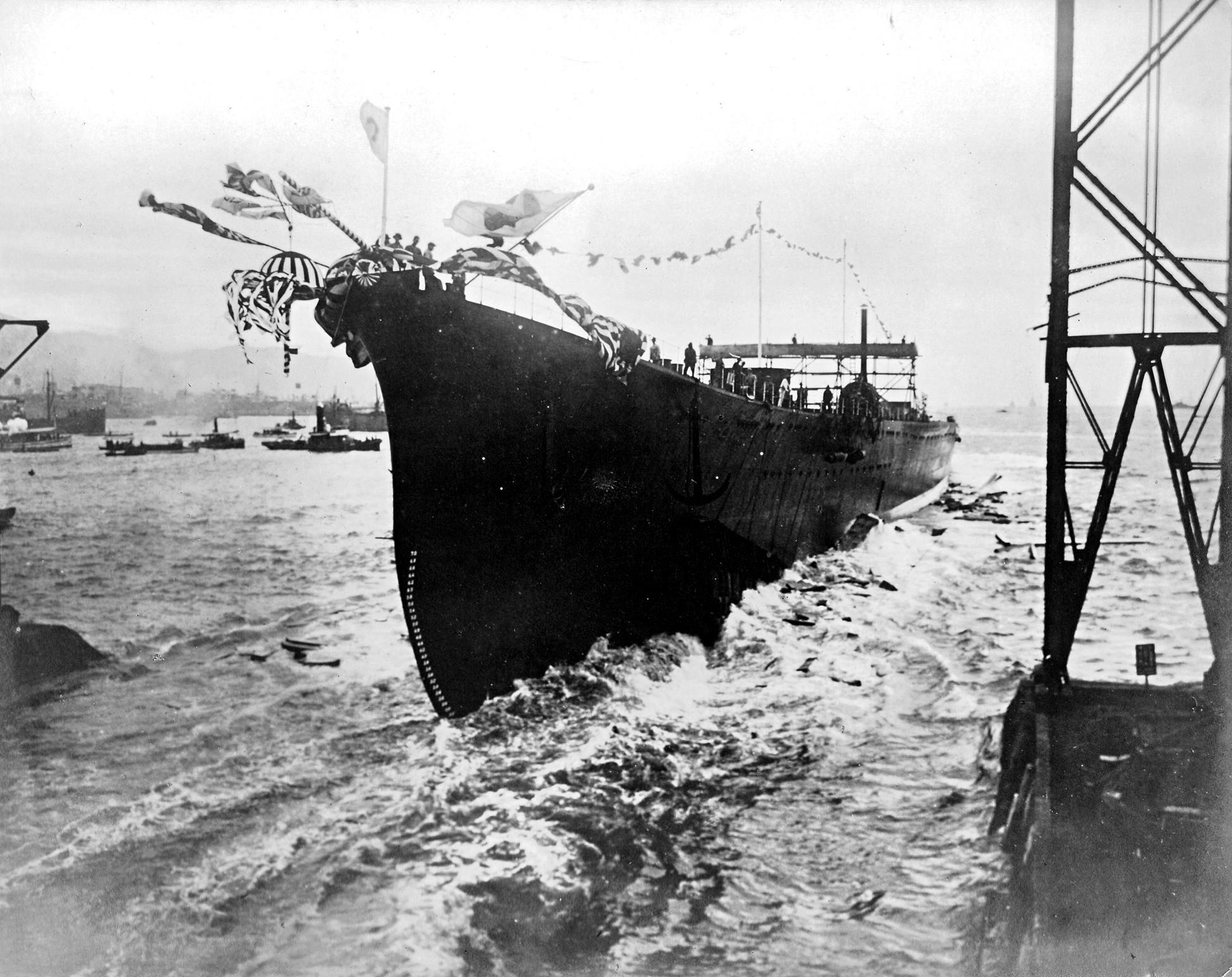
Il momento del varo a Kōbe, alla fine del 1930

L'incrociatore pesante Maya fu ordinato nell'anno fiscale edito nel 1927. La sua chiglia fu impostata nel cantiere navale di Kōbe, gestito dalla Kawasaki, il 4 dicembre 1928 e il varo avvenne l'8 novembre 1930; fu completato il 30 giugno 1932. Il comando fu assunto da un ufficiale rimasto anonimo, poi rimpiazzato il 1º dicembre 1932 dal capitano di vascello Koki Yamamoto; nel corso del decennio e dell'inizio degli anni quaranta il Maya fu agli ordini dei capitani Masaichi Niimi (15 novembre 1933-15 novembre 1934), Jisaburō Ozawa (15 novembre 1934-28 ottobre 1935), un ufficiale non identificato (28 ottobre 1935-15 novembre 1937), Yoshio Suzuki (15 novembre 1937-15 novembre 1938), Yoshimasa Nakahara (15 novembre 1938-15 novembre 1939), Morizaku Ōsugi (15 novembre 1939-15 aprile 1941), Shunji Isaki (15 aprile 1941-11 agosto 1941) e infine Shunsaki Nabeshima. Il Maya formò con le unità gemelle la 4ª Divisione incrociatori nel dicembre 1932, rimpiazzando nell'organico la classe Myoko. Il 15 novembre 1935 la 4ª Divisione fu sciolta e quando si ricostituì nel dicembre 1936 contava solo il Takao e il Maya. Il 20 agosto 1937 salpò da Atsuta (Nagoya) con gli incrociatori Myoko, Ashigara, Haguro, Nachi, Jintsu e otto cacciatorpediniere: a bordo trasportava il 2º Battaglione del 6º Reggimento fanteria, forze che il giorno successivo furono trasferite sui cacciatorpediniere per lo sbarco su suolo cinese. Il resto del servizio a cavallo tra anni trenta e quaranta non è noto.

### 1941-1942
Il 29 novembre 1941 la 4ª Divisione incrociatori del viceammiraglio Nobutake Kondō, meno il Chokai, salpò dalla baia di Saeki nel quadro dell'espansione militare nel Sud-est asiatico, avviata dall'Impero giapponese dopo il fallimento delle annose trattative con Washington: il Maya, il Takao e l'ammiraglia Atago furono aggregate alla 2ª Flotta sempre guidata da Kondō, che schierava altresì le corazzate Haruna e Kongo e otto cacciatorpediniere. Il 2 dicembre la squadra si fermò alla base di Mako nelle Pescadores, dove ricevette conferma che le ostilità erano imminenti, quindi il 4 salpò allo scopo di coprire a distanza i vari convogli d'invasione che puntavano alla Malaysia e alle Indie orientali olandesi. Il Maya rimase però a Mako e partì solo l'8 dicembre, poiché era stato riassegnato alla 3ª Flotta del viceammiraglio Ibō Takahashi, incaricata di appoggiare i molteplici assalti anfibi alle Filippine. Con lo Ashigara e l'incrociatore leggero Kuma ebbe il compito di supportare le operazioni nella porzione settentrionale dell'arcipelago. Il 10 dicembre fu attaccato, senza risultati, da un gruppo di idrovolanti Consolidated PBY Catalina e il giorno seguente vigilò sugli sbarchi di Vigan; rientrò dunque a Mako, dove attese il gruppo d'invasione che il 22 dicembre eseguì uno sbarco nutrito nel Golfo di Lingayen. Il 23 il Maya fece di nuovo rotta per Mako, poi ne ripartì il 31 dicembre per incontrare in alto mare e scortare il terzo scaglione di truppe destinato alla Malaysia. Il 4 gennaio 1942 si fermò brevemente nella baia di Cam Ranh e riprese il mare due giorni dopo con il cacciatorpediniere Akatsuki: il 12 si riunì al Takao e allo Atago alle isole Palau, presso le quali gli incrociatori condussero pattugliamenti anti-sommergibile. Il 21 il Maya fu distaccato per proteggere un convoglio in rotta per Davao (Mindanao). Il viaggio fu tranquillo e il 28 gennaio l'unità rientrò alle Palau. Il 16 febbraio 1942 il Maya e il Takao salparono e si portarono a sud, costituendo un gruppo di appoggio distanziato alla 1ª Flotta aerea del viceammiraglio Chūichi Nagumo, impegnata nel bombardamento di Darwin. Il 21 febbraio il Takao si riunì al resto della 2ª Flotta alla baia Staring, presso Kendari (Celebes), dove si fermò anche Nagumo: tutte le navi fecero rifornimento. Il 23 febbraio, in ottemperanza a un piano di caccia al naviglio alleato in fuga da Giava, il Maya, il Takao e lo Atago lasciarono l'ancoraggio assieme ai cacciatorpediniere Arashi e Nowaki e si portarono nel mare a sud di Tjilatjap. Il 2 marzo il Maya contribuì alla distruzione del vecchio cacciatorpediniere britannico HMS Stronghold (sebbene al costo di un gran dispendio di munizioni) e all'alba del 4 l'intera squadra nipponica annientò un convoglio che navigava verso Fremantle: furono colate a picco quattro unità britanniche, una fregata olandese fu catturata e incorporata nella Marina imperiale e infine lo sloop-of-war HMAS Yarra, dopo aver sostenuto un'ora e mezzo di combattimento impari, fu distrutto dal fuoco concentrato dei pezzi da 203 mm e 127 mm. Il 7 tutte le navi giapponesi rientrarono alla baia Staring.

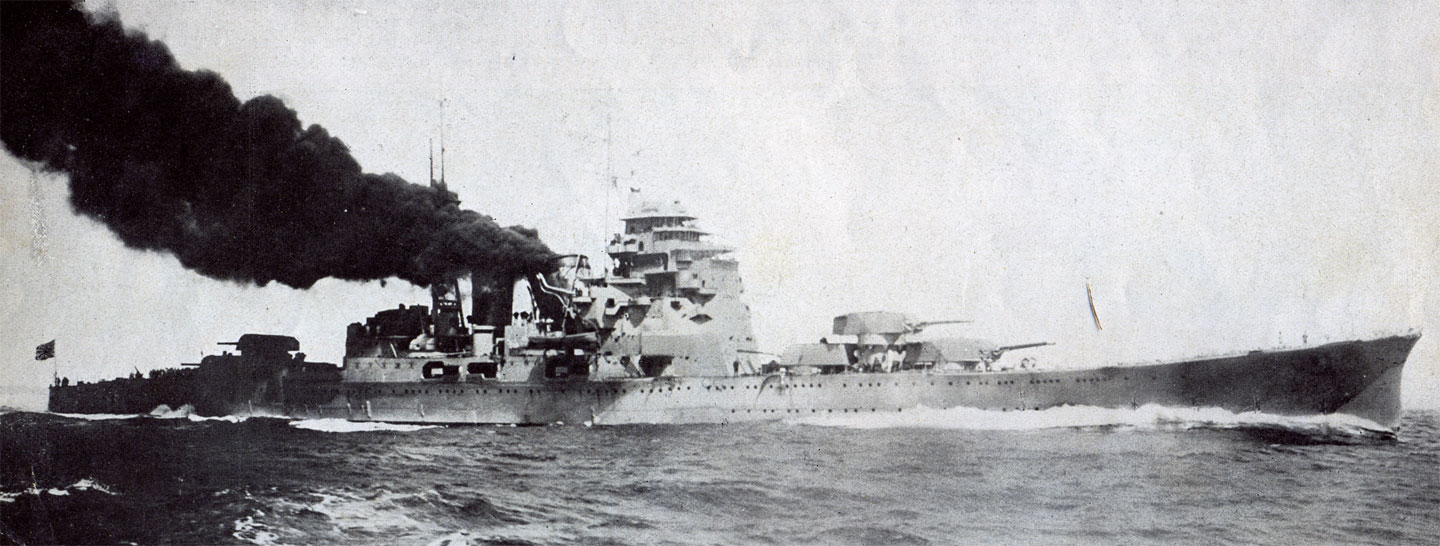
Il Maya naviga a tutta forza: si distingue con chiarezza la disposizione dell'armamento principale

L'11 marzo il Takao e il Maya lasciarono Celebes per Yokosuka, che fu toccata il 18 e il giorno successivo furono trainati in secca per un raddobbo completo. Ebbero subito inizio le revisioni e il Maya rimpiazzò gli impianti di mitragliatrici pesanti Type 93 con due installazioni binate di cannoni Type 96 da 25 mm contraerei. Il 28 marzo fu rimesso in acqua e si spostò nella baia di Owase il 14 aprile; quattro giorni dopo, con il Takao e lo Atago, salpò urgentemente per tentare l'intercettazione delle Task force 16 e 18, le quali avevano appena condotto un improvviso raid su Tokyo: tuttavia non fu stabilito alcun contatto e il 25 gli incrociatori tornarono indietro. Il Maya ebbe dunque ordine di portarsi nella baia di Hashirajima, raggiunta il 4, e poi a Kure, dove si riunì al Takao e ad altre unità: il 22 maggio tutte le navi furono trasferite alla base militare di Ominato, nel Giappone settentrionale, per rafforzare la 5ª Flotta (viceammiraglio Boshirō Hosogaya) in vista dell'attacco diversivo alle isole Aleutine previsto dalla vasta operazione Midway. Nel dettaglio, il Takao e il Maya furono aggregati alla scorta delle due portaerei leggere Junyo e Ryujo, che dovevano bombardare le installazioni statunitensi a Dutch Harbor, facilitando così la cattura delle isole di Attu e Kiska. Il 27 maggio la formazione salpò, il 2 giugno giunse a Paramushiro e il giorno successivo partì, dividendosi nel gruppo di attacco a Dutch Harbor e nei distaccamenti d'invasione delle isole. Le portaerei sferrarono due incursioni e sia il Takao, sia il Maya lanciarono quattro idrovolanti, due dei quali furono però abbattuti da alcuni caccia statunitensi; gli altri due, molto danneggiati, precipitarono in mare a poca distanza dagli incrociatori. Il 6 giugno il Maya si riunì ai gruppi di invasione e rimase a incrociare a sud di Attu nei giorni seguenti. Il 24 rientrò con la 5ª Flotta a Ominato.
In risposta all'offensiva statunitense su Guadalcanal, l'11 agosto il Takao, il Maya e lo Atago lasciarono Hashirajima con il resto della 2ª Flotta del viceammiraglio Kondō, che comprendeva anche la 5ª Divisione incrociatori (Myoko, Haguro), la corazzata Mutsu, la nave portaidrovolanti Chitose, l'incrociatore leggero Yura e dieci cacciatorpediniere. Il 17 fu raggiunta la grande base aeronavale di Truk nelle isole Caroline, dove si aggregarono la 3ª Flotta del viceammiraglio Nagumo e la squadra del contrammiraglio Hiroaki Abe: l'imponente assembramento di unità da guerra salpò il 20 agosto per coprire un'operazione di rinforzo a Guadalcanal e attirare in battaglia le inferiori forze aeronavali statunitensi. In realtà il combattimento fu confuso e deludente, la portaerei Ryujo, un cacciatorpediniere e un trasporto furono affondati e solo la USS Enterprise rimase danneggiata in campo americano. Il Maya, che in pratica non aveva avuto alcun ruolo nello scontro, rientrò il 5 settembre a Truk e partecipò a una sortita in forze verso le isole Salomone nel corso del mese, che però non ebbe risultati: il 23 le squadre riguadagnarono l'atollo e qui il 30 il comandante del Maya (capitano Nabeshima) fu rimpiazzato dal pari grado Takeji Matsumoto. L'11 ottobre il Maya, il Takao e lo Atago seguirono la 2ª e 3ª Flotta nel quadro di un'offensiva combinata tesa alla ricattura dell'aeroporto di Guadalcanal e alla distruzione delle residue forze aeronavali statunitensi. Durante la navigazione fu distaccato assieme agli incrociatori Myoko, Isuzu e al 2º Squadrone cacciatorpediniere: nella notte tra 15 e 16 ottobre i due incrociatori pesanti bersagliarono impunentemente l'aeroporto, sparando oltre 900 proietti da 203 mm. Il Maya si riunì alle flotte in alto mare e partecipò marginalmente all'incerta battaglia delle isole Santa Cruz del 25-26 ottobre. Nonostante il vasto dispiegamento di navi (comprese le corazzate Kongo e Haruna e le portaerei Shokaku e Zuikaku), la marina imperiale non riuscì infatti a raggiungere successi decisivi e il 30 ottobre le due formazioni rientrarono a Truk.
Il 3 novembre il Maya e l'incrociatore pesante Chikuma, più sei cacciatorpediniere, furono trasferiti all'8ª Flotta del viceammiraglio Gun'ichi Mikawa, responsabile delle operazioni nel settore isole Salomone-Nuova Guinea-arcipelago di Bismarck. La formazione giunse il 5 alle isole Shortland, dove attese il resto delle unità demandate a eseguire un secondo bombardamento dell'aeroporto (incrociatori Suzuya, Tenryu, quattro cacciatorpediniere al comando del contrammiraglio Shōji Nishimura) e anche il viceammiraglio Mikawa con il Chokai, il Kinugasa, lo Isuzu e altri cacciatorpediniere. Il 13 novembre tutte queste unità partirono e il Maya lanciò i propri idrovolanti armati con bombe illuminanti al magnesio, che facilitarono il cannoneggiamento nella notte del 14 novembre: la squadra di Nishimura sparò poco meno di 1 000 granate in mezz'ora prima di ripiegare verso le Shortland. Nel corso della mattinata i due gruppi nipponici furono oggetto di alcuni attacchi eseguiti dalla portaerei USS Enterprise e dalla Cactus Air Force basata sull'isola. Alle 09:30 circa due bombardieri in picchiata Douglas SBD Dauntless imbarcati, provenienti da sud, si imbatterono nelle unità nemiche: un velivolo si portò a poppa del Maya e sganciò il proprio ordigno, ma eseguì malamente la cabrata e l'ala destra impattò contro l'albero maestro, facendolo schiantare a babordo dell'incrociatore, in corrispondenza delle postazioni dei cannoni contraerei da 120 mm. Lo scoppio fece detonare numerose granate e sul colpo rimasero uccisi trentasette marinai, ma danni ancora più gravi furono evitati per tempo gettando fuori bordo i siluri nei lanciatori. Anche il Chokai subì danni leggeri, mentre il Kinugasa fu affondato. Il Maya fu dunque capace di raggiungere le Shortland e il 15 salpò per sostare prima a Rabaul, poi a Kavieng per ricevere riparazioni provvisorie; l'8 dicembre lasciò quest'ultima base per Truk, dove fu nuovamente raddobbato, e il 30 fece rotta su Yokosuka, che toccò il 5 gennaio 1943.

### 1943

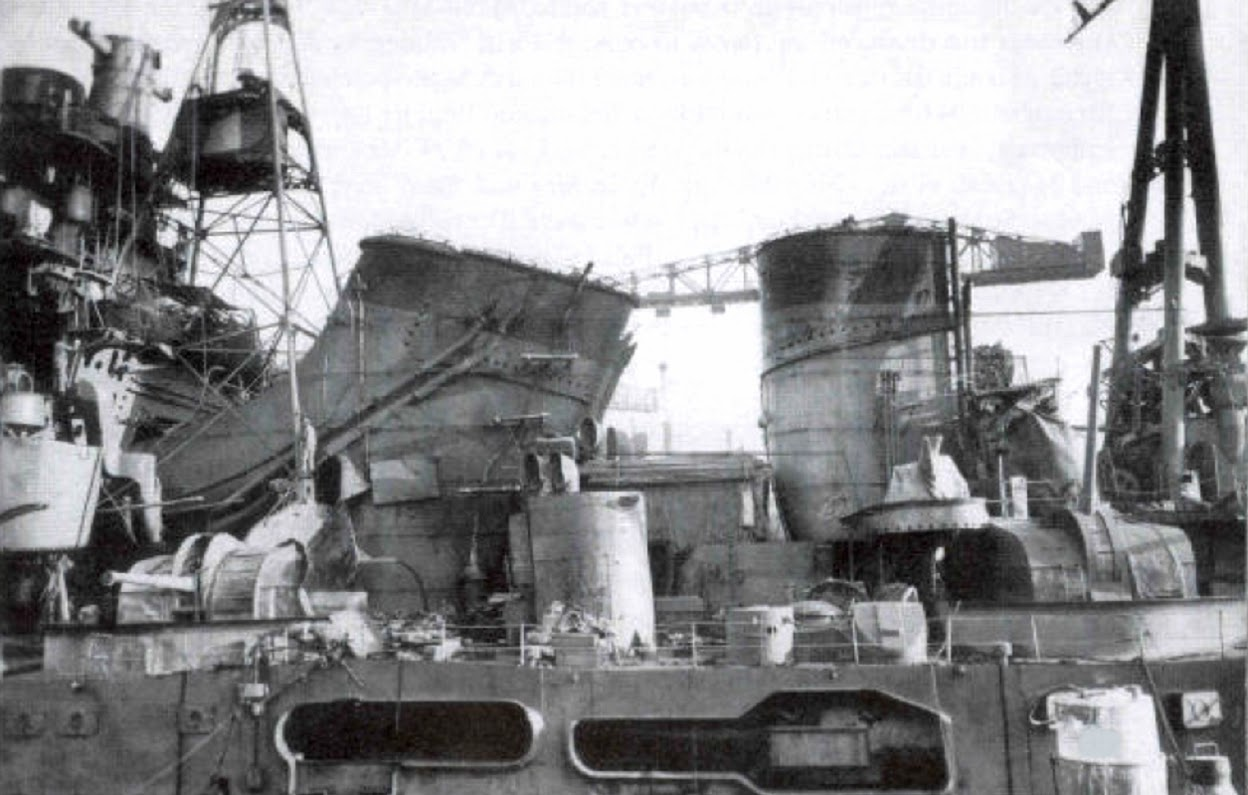
Immagine del lato di babordo di mezzanave, dove si schiantò un bombardiere statunitense a causa di una manovra errata: la foto fu scattata nel gennaio 1943, quando una parte dei danni era già stata risolta

Per quasi tutto il gennaio 1943 il Maya fu revisionato e messo anche in secca per pulizia della carena. Il 30 del mese fu riassegnato alla 5ª Flotta, responsabile delle operazioni nel Giappone settentrionale e del rifornimento delle posizioni nelle Aleutine: il 20 febbraio lasciò Yokosuka, rimase poi a Ominato per due giorni e il 24 salpò alla volta di Paramushir, dove gettò le àncore il 27. Da qui partì il 7 marzo in compagnia del Nachi per scortare un convoglio verso Attu, quindi il 13 si fermò di nuovo a Paramushiro e fece rifornimento di carburante. Il 23 marzo la missione fu ripetuta: un gruppo composto da tre vascelli (compreso l'incrociatore ausiliario Asaka Maru) si mise in navigazione per l'isola, scortato dal Maya, dal Nachi, dagli incrociatori leggeri Tama, Abukuma e da quattro cacciatorpediniere, ma il 26 marzo la squadra nipponica s'imbatté nel Task group 16.6 del contrammiraglio Charles McMorris, forte di quattro cacciatorpediniere e degli incrociatori USS Salt Lake City e USS Richmond. All'inizio del combattimento il Maya catapultò subito un idrovolante e poi lanciò una salva di siluri, ma la grande distanza rese l'attacco inefficace; la battaglia si protrasse per circa tre ore e nel corso dello scambio di colpi sia il Nachi, sia il Maya rimasero danneggiati. Alla fine il viceammiraglio Hosogaya decise di ripiegare senza aver portato a termine il rifornimento di Attu: il 28 marzo, a Paramushiro, fu obbligato a dimettersi dalla marina e fu rimpiazzato dal viceammiraglio Shirō Kawase. Il Maya procedette il 31 marzo per Yokosuka con il Nachi e i cacciatorpediniere Wakaba e Hatsushimo, fu riparato e il 15 aprile poté riprendere il mare con il cacciatorpediniere Shirayuki; il 19 tornò a Ominato e vi rimase per una settimana, quindi il 29 si fermò definitivamente all'isola di Shimushu: qui, il 12 maggio, ricevette le insegne di ammiraglia della 5ª Flotta dal Nachi. Il 18 giugno lasciò Paramushiro e il 21 sostò a Ominato, quindi all'inizio di luglio tornò all'isola e il 10 partì con il Nachi per coprire l'evacuazione di Kiska, ritenuta indifendibile dopo che a fine maggio Attu era stata conquistata da una divisione statunitense. Lo sgombero riuscì alla perfezione e il Maya rientrò indenne alla base, quindi il 3 agosto, accompagnato dai cacciatorpediniere Akigumo, Asagumo, Yugumo, fece rotta su Yokosuka e dal 6 agosto, trainato in secca, fu oggetto di un esteso raddobbo. Nel corso dei lavori furono aggiunte due installazioni doppie di cannoni Type 96 da 25 mm e un radar Type 22.
Tornato operativo a settembre, il 15 del mese il Maya partì dalla città con il Chokai e, entrambi carichi di rifornimenti e soldati, arrivarono il 20 alla base di Truk; da qui navigarono sino a Rabaul, sbarcarono gli uomini e il carico e tornarono a tutta forza all'atollo allo scopo di prelevare altre truppe. Anch'esse furono quindi spostate a Rabaul e il Maya si fermò il 27 a Truk: in porto il comando passò, il 16 ottobre, al capitano di vascello Yoshirō Kato. Il giorno seguente, sulla scorta di comunicazioni decrittate che sembravano indicare una prossima incursione della Quinta Flotta statunitense contro l'Isola di Wake (già colpita il 5 e 6 ottobre), la 2ª e 3ª Flotta organizzarono una massiccia puntata offensiva verso est: vi partecipò anche la 4ª Divisione incrociatori al completo, ma non si verificò alcun contatto e il 23 l'imponente squadra tornò indietro, toccando Truk il 26. Il 3 novembre, in risposta allo sbarco su Bougainville e alla sconfitta dell'8ª Flotta nel corso della battaglia della baia dell'imperatrice Augusta, l'ammiraglio Mineichi Kōga (comandante della Flotta Combinata) inviò la forza di incrociatori della 2ª Flotta a Rabaul, per tentare un secondo e più pesante contrattacco: il Maya giunse a destinazione il 5 novembre con gli incrociatori gemelli, il Mogami e il Chikuma. Mentre stavano rifornendosi di carburante, si verificò un inatteso bombardamento condotto dai velivoli delle portaerei USS Saratoga e USS Princeton: un bombardiere in picchiata Douglas SBD Dauntless piazzò il suo ordigno sul Maya, vicino alla catapulta di sinistra e sopra la sala caldaie numero tre. L'esplosione uccise settanta membri dell'equipaggio e innescò un grande incendio nel locale. Questa audace operazione statunitense mise in sicurezza la testa di ponte a Bougainville e costrinse gli incrociatori nipponici, più o meno danneggiati, a rientrare in patria. Il Maya dovette comunque rimanere sino all'11 novembre a Rabaul per ricevere riparazioni d'emergenza; salpò dunque con l'incrociatore leggero Noshiro e cinque cacciatorpediniere alla volta di Truk, dove arrivò il 14. Due settimane dopo partì allo scopo di raggiungere il Giappone e fu accompagnato dalle tre portaerei Zuiho, Chuyo e Unyo, più sei cacciatorpediniere: questo gruppo fu oggetto di tre attacchi di sommergibili nel corso della traversata, l'ultimo dei quali ebbe successo con la distruzione della Chuyo. Il 5 dicembre le navi arrivarono a Yokosuka e il 21 dicembre il Maya fu messo in bacino di carenaggio.

### 1944 e l'affondamento

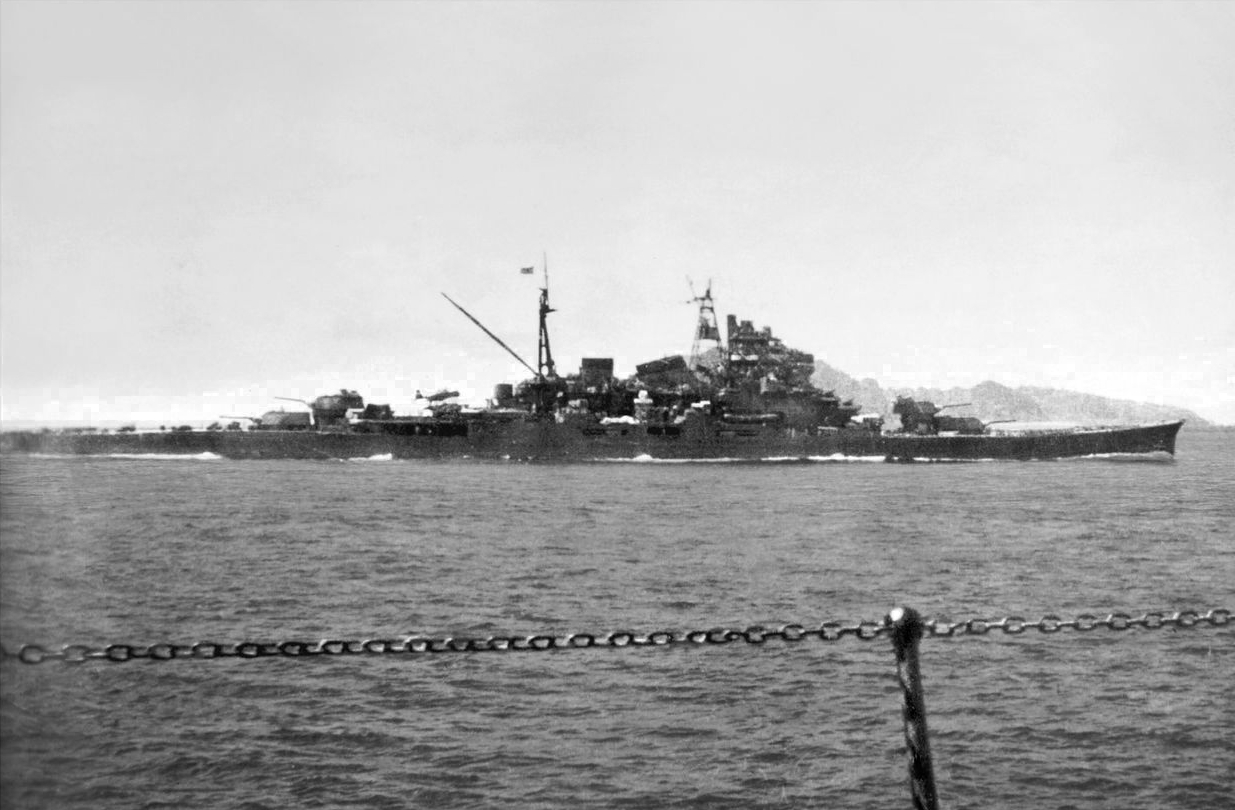
Il Maya nel maggio 1944, come appariva dopo la conversione in unità contraerea

L'arsenale di Yokosuka aveva già avuto disposizioni di trasformare il Maya in incrociatore contraereo. Dapprima furono rimossi tutti i cannoni contraerei Type 10, Type 96, i tubi lanciasiluri e anche la torre numero 3 da 203 mm, l'hangar per gli idrovolanti fu smantellato e la sovrastruttura subì modifiche minori. Si procedette poi ad aggiungere dodici cannoni antiaerei Type 89 da 127 mm L/45 in sei installazioni binate scoperte, trentacinque pezzi Type 96 da 25 mm in tredici impianti trinati e nove affusti singoli, trentasei mitragliatrici pesanti Type 93 da 13,2 mm in postazioni individuali e all'occorrenza smontabili. Infine furono implementati quattro lanciatori quadrupli da 610 mm, senza tuttavia fornirli della seconda ricarica di siluri, e il numero di idrovolanti trasportabili scese a due. Il dislocamento del Maya aumentò a 13 140 tonnellate.
Il 9 aprile 1944 la ricostruzione fu completata. Nel corso della conversione il Maya era passato agli ordini del capitano di vascello Ranji Ōe (26 dicembre 1943) e con il Takao, lo Atago e il Chokai era stato messo alle dipendenze della 1ª Flotta mobile del viceammiraglio Jisaburō Ozawa (1º marzo 1944), la nuova organizzazione della Marina imperiale che riuniva le portaerei in maniera simile alle Task force statunitensi. Il 16 aprile il Maya salpò da Yokosuka, si fermò a Kure e qui caricò a bordo truppe, rifornimenti, due idrovolanti Aichi E13A1 e una scimmia, mascotte donata dallo zoo della città. Il 21 aprile partì assieme alla corazzata Yamato e quattro cacciatorpediniere alla volta di Okinoshima, dove imbarcò altri soldati ed equipaggiamenti. Il giorno successivo il convoglio fece rotta per Manila, che fu raggiunta il 28 per lo scarico di uomini e materiali; il Maya ripartì quel giorno stesso a tutta forza e giunse alle isole Lingga (sud di Singapore) il 1º maggio. Da qui ripartì l'11 maggio con gli incrociatori gemelli per la rada di Tawi Tawi, toccata il 13: il Maya rimase qui sino al 13 giugno, quando pervenne l'ordine dal nuovo comandante della Flotta combinata, ammiraglio Soemu Toyoda, di procedere con l'operazione A-Gō in risposta allo sbarco su Saipan, nelle isole Marianne. La forze riunite dai giapponesi erano importanti e contavano nove portaerei, più il gruppo del viceammiraglio Matome Ugaki richiamato dall'operazione Kon, il vano tentativo di portare rinforzi all'isola di Biak, attaccata dalle truppe del generale Douglas MacArthur il 27 maggio. Il Maya e le altre unità della 4ª Divisione furono aggregate al secondo scaglione, guidato dal viceammiraglio Takeo Kurita, costruito attorno tre delle portaerei disponibili (Chitose, Chiyoda, Zuiho). Il 19 giugno la 1ª Flotta mobile si scontrò con la Task force 58 nel Mare delle Filippine, ma subì gravi perdite di velivoli imbarcati e nel tardo pomeriggio Ozawa ripiegò verso nord-ovest, inseguito dagli statunitensi. Alle 16:35 del 20 giugno un Aichi E13A1 del Maya annunciò che un gruppo della Task force 58 si trovava 300 miglia più indietro; meno di un'ora più tardi una forte ondata di apparecchi americani investì la squadra nipponica. Nel corso dell'attacco fu affondata la portaerei Hiyo, la corazzata Haruna incassò tre bombe e il Maya fu quasi centrato da alcuni ordigni: si verificarono alcuni allagamenti e l'incrociatore fu appesantito da 120 tonnellate d'acqua. I danni non erano comunque gravi e il Maya poté ripiegare con il resto della 1ª Flotta mobile. Il 25 giugno si fermò a Yokosuka, dove ebbero inizio le riparazioni. In questa occasione i giapponesi aggiunsero altri diciotto cannoni Type 96 da 25 mm, tutti in installazioni individuali.

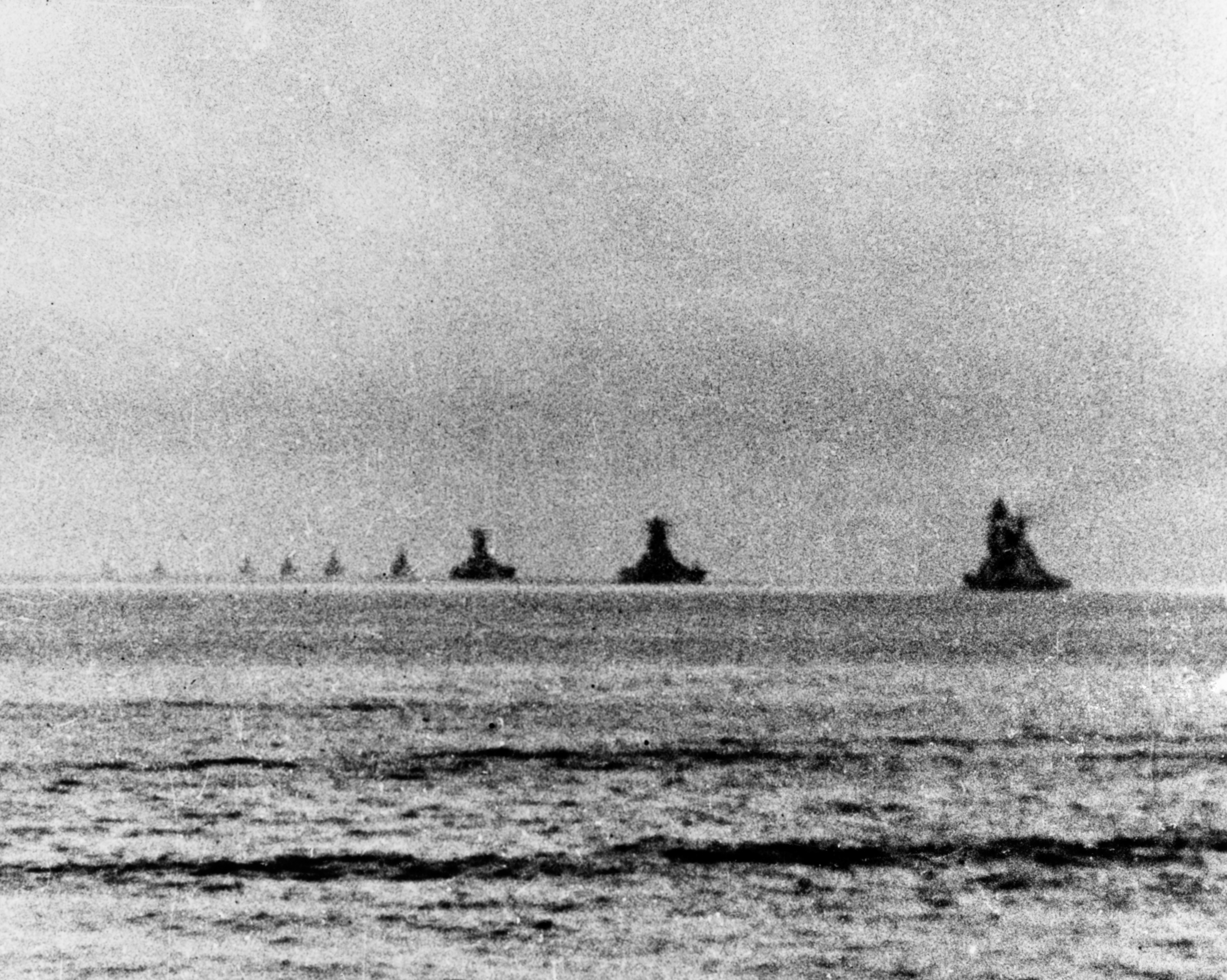
La partenza della 2ª Flotta da Brunei in ottobre: il Maya è il quarto da destra

Il 14 luglio il Maya si spostò a Kure accompagnato dal cacciatorpediniere Asagumo, caricò a bordo reparti della 28ª Divisione fanteria e salpò immediatamente per Miyakojima: arrivato nel pomeriggio, fece scendere a terra le truppe e ripartì, facendo rotta per Singapore. Il 29 arrivò a destinazione e infine l'8 agosto si fermò alle isole Lingga. Qui rimase nei mesi seguenti, partecipando a periodiche esercitazioni con la 2ª Flotta del viceammiraglio Kurita, alle cui dipendenze era tornato con la 4ª Divisione. Il 18 ottobre si spostò con le altre unità a Brunei in vista dell'operazione Shō-Gō 1, un complesso piano per un attacco di superficie alla flotta anfibia statunitense ferma nel Golfo di Leyte. Il 22 ottobre, fatto rifornimento, la flotta salpò e si divise in due tronconi: quello più numeroso, al comando diretto di Kurita imbarcato sullo Atago, doveva costeggiare le Filippine occidentali, penetrare nello stretto di San Bernardino e giungere da nord sul Golfo; il secondo, guidato dal viceammiraglio Shōji Nishimura, ebbe l'incarico di passare dallo stretto di Surigao e arrivare dinanzi a Leyte da sud. L'intera 4ª Divisione incrociatori fece parte del primo gruppo, che nella notte iniziò a risalire la costa dell'isola di Palawan. Poco dopo l'alba del 23 ottobre la formazione fu attaccata dai sommergibili USS Darter e USS Dace: alle 05:33 il primo battello colpì con quattro siluri lo Atago, che affondò in neppure venti minuti (Kurita si salvò per poco), e con due il Takao, che rimase senza timone e con la poppa distrutta. Alle 05:55 anche il Dace lanciò un totale di sei ordigni e due minuti dopo centrò ripetutamente il Maya, che era stato mal identificato come una nave della classe Kongo: un siluro scoppiò all'altezza dell'ancora di prua, un altro in corrispondenza della torre numero 1 da 203 mm, il terzo devastò la sala caldaie numero 7 e l'ultimo detonò nella sala caldaie di poppa. Distrutto da potenti scoppi, il Maya sbandò subito sulla sinistra e colò a picco alle 06:05 in acque profonde (9°27′N 117°23′E); nell'affondamento perirono il capitano Ōe, il vicecomandante e altri 335 uomini. Il cacciatorpediniere Akishimo riuscì a trarre in salvo 769 naufraghi, trasferiti alla corazzata Musashi: essa fu però distrutta il giorno successivo nel Mare di Sibuyan, circostanza che provocò la morte di altri 134 marinai del Maya. I 635 superstiti furono raccolti dal cacciatorpediniere Shimakaze, che li portò al sicuro sulla terraferma.
Il 20 dicembre 1944 il Maya fu depennato dai ruoli della Marina imperiale giapponese.